# I-365 (sous-marin)
L'I-365 (イ-365) est un sous-marin de Classe Type D (丁型/潜丁型潜水艦, Tei-gata/Sen-Tei-gata sensuikan) de la sous-classe D1 (丁型/潜輸（伊三百六十一型）, Tei-gata/Sen'yu, classe I-361) en service dans la marine impériale japonaise durant la Seconde Guerre mondiale.
Il a servi pendant la Seconde Guerre mondiale et a été coulé au retour de sa première mission de transport en novembre 1944.

## Description
Les sous-marins de la sous-classe D1 étaient des sous-marins de transport à moyenne portée. La construction s'étalant entre 1943 et 1944
Ils ont un déplacement de 1 463 tonnes en surface et 2 251 tonnes en immersion. Les sous-marins mesuraient 73,5 mètres de long, avaient une largeur de 8,9 mètres et un tirant d'eau de 4,76 mètres. Les sous-marins permettaient une profondeur de plongée de 75 m et avaient un effectif de 55 officiers et membres d'équipage.
Kampon a été retenu comme fabricant des moteurs diesel Mk.23B Model 8. Pour la navigation de surface, les sous-marins étaient propulsés par deux moteurs diesel de 925 cv (680 kW), chacun entraînant un arbre d'hélice. En immersion, chaque hélice était entraînée par un moteur électrique de 600 chevaux-vapeur (441 kW). Ils pouvaient atteindre 13 nœuds (24 km/h) en surface et 6,5 nœuds (12 km/h) sous l'eau. En surface, les D1 avaient une autonomie de 15 000 milles nautiques (27 800 km) à 10 noeuds (19 km/h); en immersion, ils avaient une autonomie de 120 milles nautiques (200 km) à 3 noeuds (6 km/h).
Les sous-marins étaient armés de 2 tubes lance-torpilles internes de 53,3 cm à l'avant. Ils transportaient un torpille pour chaque tube, soit un total de 2 torpilles Type 95. Ils étaient également armés d'un canon de pont de 140 mm (L/40) Type 11e année pour le combat en surface et de 2 canons anti-aérien de 25 mm Type 96.

## Construction
Construit par l'Arsenal naval de Yokosuka au Japon, le I-365 a été mis sur cale le 15 mai 1943 sous le nom de sous-marin de transport n°5465. Il est renommé I-365 le 20 octobre 1943 et provisoirement rattaché au district naval de Yokosuka. Il a été lancé le 17 décembre 1943. Il a été achevé et mis en service le 1er août 1944.

## Historique
Le I-365 est mis en service dans la Marine impériale japonaise le 1er août 1944 et rattaché au district naval de Yokosuka. Le capitaine de corvette (海軍少佐 (Kaigun-shōsa)) Nakamura Motoo est le commandant du sous-marin. Il est affecté au 11e escadron de sous-marins pendant sa mise au point.
Une fois ses examens techniques terminés, il est réaffecté au 7e escadron de sous-marins le 30 septembre 1944.
Le 1er novembre 1944, le I-365 quitte Yokosuka à destination de Truk pour sa première mission de transport, transportant une cargaison de courrier et de médicaments. Il atteint Truk le 15 novembre 1944, décharge sa cargaison et embarque 31 passagers. Il reprend la mer le 16 novembre 1944 avec un total de 96 passagers et membres d'équipage à bord en direction des îles Bonin, avec l'intention de se rendre à Yokosuka après son escale aux Bonins. Le 25 novembre 1944, alors qu'il se trouve à l'est des Bonins, il envoie un signal de routine. Les Japonais n'eurent plus jamais de nouvelles de lui.
Le 29 novembre 1944, le sous-marin de l'US Navy (la marine américaine) USS Scabbardfish a aperçu le I-365 avec son périscope sorti alors que le I-365 était en surface dans l'océan Pacifique à 75 milles nautiques (139 km) au sud-est de Yokosuka. Le Scabbardfish a suivi le I-365 pendant trois heures avant qu'un avion japonais ne le force à plonger, mais il fait surface et effectue une manœuvre de "fin de course" au cours de laquelle il dépasse le I-365 et s'immerge dans une position de tir favorable devant le I-365. À 9h40, l'une d'elles touche le I-365, explosant sur son côté tribord dans son compartiment batterie avant. Le I-365 coule en 30 secondes à la position géographique de 34° 44′ N, 141° 01′ E. Le Scabbardfish fait surface et trouve la surface de la mer couverte d'huile et de débris et cinq survivants dans l'eau. Quatre ont refusé le sauvetage et sont finalement morts dans l'eau, mais le Scabbardfish amène le cinquième homme à bord. Seul survivant du I-365, il identifie son sous-marin comme étant le I-365 à l'équipage du Scabbardfish.
Le 10 décembre 1944, la marine impériale japonaise a déclaré le I-365 présume perdu au large des îles Bonin .
Il a été rayé de la liste de la marine le 10 mars 1945.